# Plectrogenium
Plectrogenium is een geslacht van straalvinnige vissen uit de familie van plectrogenen (Plectrogenidae).

## Soorten
- Plectrogenium barsukovi Mandrytsa, 1992
- Plectrogenium nanumGilbert, 1905